# Дискография на Джеси Джей
Дискографията на английската поп-изпълнителка Джеси Джей се състои от 3 студийни албума, 15 сингъла, 5 промо сингъла и 15 музикални видеоклипа

## Албуми

### Студийни албуми
| Заглавие     | Детайли                                                                              | Позиция в класация | Позиция в класация                                                                  | Позиция в класация | Позиция в класация | Позиция в класация | Позиция в класация | Позиция в класация | Позиция в класация | Позиция в класация | Позиция в класация | Продажби    | Сертификати  |   |    |                           |                                                          |
| ------------ | ------------------------------------------------------------------------------------ | ------------------ | ----------------------------------------------------------------------------------- | ------------------ | ------------------ | ------------------ | ------------------ | ------------------ | ------------------ | ------------------ | ------------------ | ----------- | ------------ | - | -- | ------------------------- | -------------------------------------------------------- |
| Заглавие     | Детайли                                                                              | Who You Are        | - Издаден: 28 Фебруари 2011 - Формат: CD, дигитален формат - Компания: Island, Java | 2                  | 4                  | 22                 | 6                  | 15                 | 18                 | 74                 | 4                  | Продажби    | Сертификати  | — | 11 | - : 1 200 000 - : 500 000 | - : 4 пъти платинен - : Златен - : Платинен - : Платинен |
| Alive        | - Издаден: 23 септември 2013 - Формат: CD, дигитален формат - Компания: Island, Java | 3                  | 7                                                                                   | 36                 | —                  | 104                | 35                 | —                  | 18                 | —                  | —                  | - : 100 000 | - : Златен   |   |    |                           |                                                          |
| Sweet Talker | - Издаден: 14 октомври 2014 - Формат: CD, дигитален формат - Компания: Island, Java  | 5                  | 14                                                                                  | 25                 | 16                 | 131                | 25                 | 33                 | 13                 | 15                 | 10                 | - : 60 000  | - : Сребърен |   |    |                           |                                                          |

## Сингли
| Година | Заглавие                                    | Позиция в класация | Позиция в класация  | Позиция в класация | Позиция в класация | Позиция в класация | Позиция в класация | Позиция в класация | Позиция в класация | Позиция в класация | Позиция в класация | Сертификати | Албум                             |    |   |                         |             |
| ------ | ------------------------------------------- | ------------------ | ------------------- | ------------------ | ------------------ | ------------------ | ------------------ | ------------------ | ------------------ | ------------------ | ------------------ | --- | --------------------------------- | -- | - | ----------------------- | ----------- |
| Година | Заглавие                                    | 2010               | "Do It Like A Dude" | 2                  | 66                 | 62                 | —                  | 71                 | 41                 | —                  | 8                  | Сертификати | Албум                             | 29 | — | - : Платинен - : Златен | Who You Are |
| 2011   | Price Tag (с участието на Б.о.Б.)           | 1                  | 2                   | 1                  | 4                  | 1                  | 3                  | 5                  | 1                  | 17                 | 23                 | - : 2 пъти платинен - : Платинен - : 6 пъти платинен - : Златен - : Платинен - : 2 пъти платинен                                     |                                   |    |   |                         | Who You Are |
| 2011   | Nobody's Perfect                            | 9                  | 9                   | 33                 | —                  | —                  | 40                 | —                  | 10                 | —                  | —                  | - : Златен - : 2 пъти платинен - : Златен                                                                                            |                                   |    |   |                         | Who You Are |
| 2011   | Who's Laughing Now                          | 16                 | —                   | —                  | —                  | —                  | —                  | —                  | —                  | —                  | —                  | - : Сребърен |                                   |    |   |                         | Who You Are |
| 2011   | Who You Are                                 | 8                  | 86                  | —                  | 85                 | —                  | —                  | —                  | —                  | 37                 | —                  | - : Сребърен |                                   |    |   |                         | Who You Are |
| 2011   | Domino                                      | 1                  | 5                   | 26                 | 7                  | 11                 | 22                 | —                  | 3                  | 28                 | 6                  | - : Платинен - : 2 пъти платинен - : 4 пъти платинен - : Златен - : Платинен                                                         |                                   |    |   |                         | Who You Are |
| 2012   | Laserlight                                  | 5                  | 48                  | —                  | —                  | —                  | —                  | —                  | 19                 | —                  | —                  | |                                   |    |   |                         | Who You Are |
| 2012   | "Silver Lining (Crazy 'Bout You)"           | 100                | —                   | —                  | —                  | —                  | 66                 | —                  | —                  | —                  | —                  | | Наръчник на оптимиста - Саундтрак |    |   |                         |             |
| 2013   | Wild (с участието на Биг Шан & Дизи Паскал) | 5                  | 6                   | 34                 | —                  | 160                | 12                 | —                  | 24                 | —                  | —                  | - : Златен - : 2 пъти платинен | Alive                             |    |   |                         |             |
| 2013   | It's My Party                               | 3                  | 12                  | —                  | —                  | —                  | —                  | —                  | —                  | —                  | —                  | - : Сребърен - : Платинен | Alive                             |    |   |                         |             |
| 2013   | Thunder                                     | 18                 | 100                 | —                  | —                  | —                  | —                  | —                  | —                  | —                  | —                  | | Alive                             |    |   |                         |             |
| 2014   | Bang Bang (с Ариана Гранде & Ники Минаж)    | 1                  | 4                   | 12                 | 3                  | 47                 | 13                 | 47                 | 4                  | 15                 | 3                  | - : Платинен - : 5 пъти платинен - : 3 пъти платинен - : 3 пъти платинен - : 2 пъти платинен - : 2 пъти платинен - : 2 пъти платинен | Sweet Talker                      |    |   |                         |             |
| 2014   | Burnin' Up (с участието на Ту Чейнс)        | 73                 | 63                  | —                  | 100                | —                  | —                  | —                  | —                  | —                  | 86                 | | Sweet Talker                      |    |   |                         |             |
| 2015   | Masterpiece                                 | 159                | 14                  | 9                  | 74                 | —                  | 10                 | —                  | 13                 | —                  | 65                 | - : Платинена - : Златен | Sweet Talker                      |    |   |                         |             |
| 2015   | Flashlight                                  | 13                 | 2                   | 37                 | 57                 | 86                 | 38                 | 89                 | 7                  | 54                 | 61                 | - : Сребърен - : Платинен - : Златен                                                                                                 | Перфектният ритъм 2 - Саундтрак   |    |   |                         |             |
| 2017   | Real Deal                                   | —                  | —                   | —                  | —                  | —                  | —                  | —                  | —                  | —                  | —                  | | Невключен в албум                 |    |   |                         |             |